# Кровавое воскресенье (1972)
Кровавое воскресенье (англ. Bloody Sunday, ирл. Domhnach na Fola) — события 30 января 1972 года, произошедшие в североирландском городе Лондондерри. В тот день солдаты 1-го батальона Парашютного полка Великобритании под командованием подполковника Дерека Уилфорда и капитана Майка Джексона расстреляли демонстрацию местных жителей, пришедших на марш Ассоциации в защиту гражданских прав Северной Ирландии. 13 безоружных демонстрантов, включая шестерых несовершеннолетних, были убиты. Пятеро из убитых были застрелены в спину. Ещё 14 человек было ранено, один из них впоследствии скончался. Данное событие привело к волне насилия в противостоянии Ирландской республиканской армии (ИРА) и Вооружённых сил Великобритании.

## Предыстория
С 1969 года Северная Ирландия находилась в состоянии политического кризиса, вызванного, в свою очередь, продолжительным экономическим кризисом. Место, где свершилось «Кровавое воскресенье», — Богсайд — стал за три года манифестацией Североирландского кризиса, когда католическая Ассоциация обороны граждан Дерри, с одной стороны, и Королевская полиция Ольстера вместе с протестантскими юнионистами вступили в так называемую схватку за Богсайд.
К 1972 году положение Северной Ирландии оставалось сложным. Высокая безработица (7,7% трудоспособного населения), практика интернирования, которой подвергались в основном католики (до 90% интернированных), которые участвовали в движении за гражданские права.
За полгода до этого, в 1971 году, с 9 по 11 августа тем же 1-м батальоном парашютного полка была совершена резня в Бэллимёрфи, в итоге которой погибло 11 человек.

## События Кровавого воскресенья
В конце января Ассоциация в защиту гражданских прав предложила провести мирную демонстрацию и митинг, дабы довести требования прекращения политики интернирования.
30 января начался марш жителей Дерри. По замыслу манифестантов, марш должен был начаться в Бишоповом поле и оттуда двинуться к зданию «Гилдхолл», где состоялся бы митинг с участием члена Палаты общин и одного из лидеров Ассоциации в защиту гражданских прав Бернадетт Девлин и члена Лейбористской партии лорда Брокуэя. Всего собралось около 10000-15000 человек, к которым присоединилось множество по пути шествия, хотя судья лорд Виджери, который вёл первое расследование событий Кровавого воскресенья, заявлял, что манифестантов было всего около 3000-5000.
В 14:45 колонна манифестантов двинулась по улочкам Богсайда. Дойдя до конца Уильям-стрит, протестующие наткнулись на преграждающих им дорогу парашютистов с бронетранспортерами. Лидеры марша потребовали пропустить марш к «Гилдхоллу». На это парашютистами был открыт огонь резиновыми пулями, на демонстрантов обрушились слезоточивый газ «си-эс» и струи водяных пушек. В ответ со стороны протестующих полетели камни. Тогда парашютисты открыли огонь боевыми патронами.
Очевидцы событий указывали, что стрелять боевыми патронами парашютисты начали без предупредительного огня в воздух, причём огонь вели и по людям, пытавшимся помочь раненым и размахивающим белыми платками, а затем не давали проехать «скорой помощи» к раненым.
Североирландский лейборист Уильям О’Коннелл рассказывает: «Я видел, как на Россвилл-стрит прибыли 3 бронетранспортера с парашютистами, которые, выскочив из них, тут же открыли стрельбу. Они стреляли даже в тех, кто лежал на земле. Это делалось абсолютно хладнокровно».

## Последствия
Временная ИРА в опубликованном в Дерри заявлении объявила: «Мы отомстим за каждого убитого сегодня».

Участница марша, депутат Палаты общин от Ольстера Бернадет Девлин после событий заявила: 
«То, что случилось в воскресенье, было массовым убийством со стороны армии. Пусть не говорят, что они стреляли в ответ. Солдаты расстреляли мирную демонстрацию. Они целились с кровожадным удовольствием во всех, кто попадался им на глаза. Это был наш Шарпевиль, и мы никогда его не забудем».
Свой протест выразили католический епископ Дауна и Коннора Нил Фэррен, который направил телеграмму в адрес премьер-министра Хита, архиепископа Армы и всей Ирландии кардинала Конуэя. 1 февраля в Палате общин лидер парламентской оппозиции Гарольд Вильсон сказал, что после случившегося не видит иного выхода, кроме объединения Ирландии с гарантией прав для ольстерского большинства.
Генерал-майор Роберт Форд, командующий английскими войсками в Северной Ирландии и разработчик этой операции, сказал:
«Мы надеялись арестовать 200—300 человек, но из-за 10-минутной задержки нам удалось взять немногим более 70».
5 февраля в Лондоне было проведено многотысячное шествие против действий английских военных в Дерри. Участники пронесли 13 гробов — 13 убитых английскими солдатами. Также протесты прошли в Глазго, Лидсе и других городах Великобритании. В Северной Ирландии рабочие Белфаста, Дерри, Ньюри и ещё ряда городов объявили забастовку. 2 февраля в Дерри было объявлено днем траура.

## Убитые
- Джон Дадди (англ. John 'Jackass' Duddy) (17 лет)
- Патрик Доэрти (англ. Patrick 'Pat' Doherty) (31 год)
- Бернард Макгиган (англ. Bernard 'Barney' McGuigan) (41 год)
- Хью Гилмор (англ. Hugh Gilmour) (17 лет)
- Кевин Макэлхинни (англ. Kevin McElhinney) (17 лет)
- Майкл Келли (англ. Michael Kelly) (17 лет)
- Джон Янг (англ. John Young) (17 лет)
- Уильям Нэш (англ. William Nash) (19 лет)
- Майкл Макдэйд (англ. Michael McDaid) (20 лет)
- Джеймс Рей (англ. James Wray) (22 года)
- Джеральд Донаги (англ. Gerald Donaghy) (17 лет)
- Джеральд Маккинни (англ. Gerald McKinney) (34 года)
- Уильям Маккинни (англ. William McKinney) (27 лет)
- Джон Джонсон (англ. John Johnson) (59 лет)

## Расследование
Первое официальное расследование, проведённое в 1972 году, возложило ответственность за произошедшие события на демонстрантов, признав, что солдаты вынуждены были открыть огонь в целях самозащиты. Такая трактовка не устроила пострадавших и родственников убитых, и они требовали повторного рассмотрения обстоятельств инцидента. Лишь в 1998 году по инициативе премьер-министра Тони Блэра было начато новое расследование. Оно продолжалось 12 лет (самое долгое следствие в Великобритании), и в июне 2010 года комиссия под руководством лорда Сэвилла признала, что «стрельба британских солдат по демонстрантам не имела законных оснований».
В марте 2019 года появилась новость, что четыре бывших солдата, которые участвовали в расстреле демонстрации, могут быть привлечены к ответственности, как сообщалось из «надёжных источников» британской газетой the Telegraph. Все они проходят следствие без разглашения их имен. Впоследствии прокурорами было выдвинуто обвинение только против одного солдата, фигурирующего в деле в качестве «Солдата F.», которого считают виновным в смерти Джеймса Рея и Уильяма Маккини, застреленных в северной части Гленфадского парка. 

Результатом оказались недовольны обе стороны. Родственники погибших чувствовали себя «опустошёнными», в то время как представитель общества ветеранов Белфаста сказал, что «даже один солдат — слишком много».

## В массовой культуре
- «Sunday Bloody Sunday» — песня Джона Леннона и Йоко Оно из альбома Some Time in New York City, 1972 год.
- «Sunday Bloody Sunday» — песня группы U2 о событиях (исполнялся также кавер группой Paramore).
- «Sunday Bloody Sunday» — песня Ричарда Чиза.
- «Sabbath Bloody Sabbath» — песня из одноименного альбома группы Black Sabbath, 1973 год. (Название песни — аллегория этих событий.)[10]
- «Bloody Sunday» — песня группы Cruachan, альбом Folk-Lore 2004 года.
- «Кровавое воскресенье» (англ. Bloody Sunday) — телевизионный фильм британского режиссёра Пола Гринграсса, посвященный событиям 1972 года.
- «Кровавое воскресенье» — инструментальный трек московской кельтик-панк-группы Drunken Fairy Tales.
- «Bloody Sonday» — песня калифорнийской хип-хоп/рэпкор группы La Coca Nostra.
- «Give Ireland Back to the Irish» — песня Пола Маккартни.